# La paura bussa alla porta
La paura bussa alla porta (Storm Fear) è un film del 1955 diretto da Cornel Wilde.

## Trama
Charlie Blake, rimasto ferito a una gamba durante una rapina a mano armata va a rifugiarsi, insieme alla sua banda, nel ranch di montagna dove vive suo fratello maggiore Fred con la moglie Elizabeth, ex fidanzata di Charlie, della quale peraltro l'uomo è ancora innamorato. Fred si vede costretto a nascondere i gangster sulle cui tracce però fortunatamente c'è già la polizia.

## Produzione
È ispirato all'omonimo romanzo di Clinton Seeley.
Si tratta della prima pellicola diretta da Wilde.